# La Uribe
La Uribe est une municipalité située dans le département de Meta en Colombie.

## Démographie
Selon les données récoltées par le DANE lors du recensement de 2005, La Uribe compte une population de 8 180 habitants.

## Liste des maires
- 2020-2023 : Marcelino Chacón Guevara[2]